# Operation Torch
Operation Torch (kallades i början Operation Gymnast) var täcknamnet för den allierade landstigningen i Algeriet och Marocko den 8 november 1942.

## Historik
Sovjetunionen hade pressat USA och Storbritannien att inleda operationer i Europa för att underlätta för de sovjetiska trupperna på östfronten. Medan de amerikanska befälen föredrog Operation Sledgehammer, invasionen av norra Frankrike, menade de brittiska befälen att en sådan operation skulle sluta i en katastrof. Därför föreslogs alternativet med en invasion av franska Nordafrika, som skulle förbättra den allierade kontrollen över Medelhavet samt i stället möjliggöra en invasion av södra Europa över Medelhavet 1943.
De allierade planerade en landstigning i Algeriet och Marocko, vilka båda områden kontrollerades av den franska Vichyregimen. Fransmännen hade runt 60 000 soldater samt kustartilleri i området, samt utöver detta en handfull stridsvagnar och flygplan, och 10 krigsfartyg och 11 ubåtar stationerade vid Casablanca. De allierade antog och hoppades att fransmännen skulle samarbeta hellre än att göra motstånd, då de franska styrkornas stöd var viktigt för uppdragets framgång. Efter landstigningen planerade de allierade att snabbt avancera österut mot Tunisien och attackera tyskarna bakifrån. Generallöjtnant Dwight Eisenhower blev utsedd att leda operationen och satte upp sitt högkvarter i Gibraltar.
En av befälhavarna, George S. Patton, sade att det skulle ha blivit en "slakt" om det var tyskar istället för fransmän som försvarade emot den allierade landstigningen.